# Panticapée
Panticapée (en grec Παντικάπαιον, Pantikápaion), aujourd'hui Kertch en Crimée, est une cité grecque de Tauride.

## Histoire
Fondée en 575 av. J.-C. par des colons grecs de Milet sur la rive criméenne du Bosphore cimmérien (aujourd'hui, détroit de Kertch), la ville a été construite sur les pentes du mont Mithridate. L'acropole abritait un palais à péristyle, des temples d'Apollon, Artémis, Zeus et Déméter. 
En 480, elle devient la capitale du royaume du Bosphore. Située sur une importante voie commerciale, le passage entre le Pont Euxin et le liman Méotide, la ville exporte principalement des céréales, du poisson salé et du vin. Au IVe siècle av. J.-C., elle fournit Athènes en grains.
Panticapée passa sous domination romaine au Ier siècle, devenue byzantine au VIe siècle, jusqu'au VIIe ; conquise alors par les Khazars; ces derniers la renommèrent Kartcha ou Tcharcha (voir Kertch).

## Honneur
L'astéroïde (5990) Panticapaeon porte son nom.